# 魔鬼樹
40°37′48″N 74°34′59″W / 40.6300°N 74.5831°W

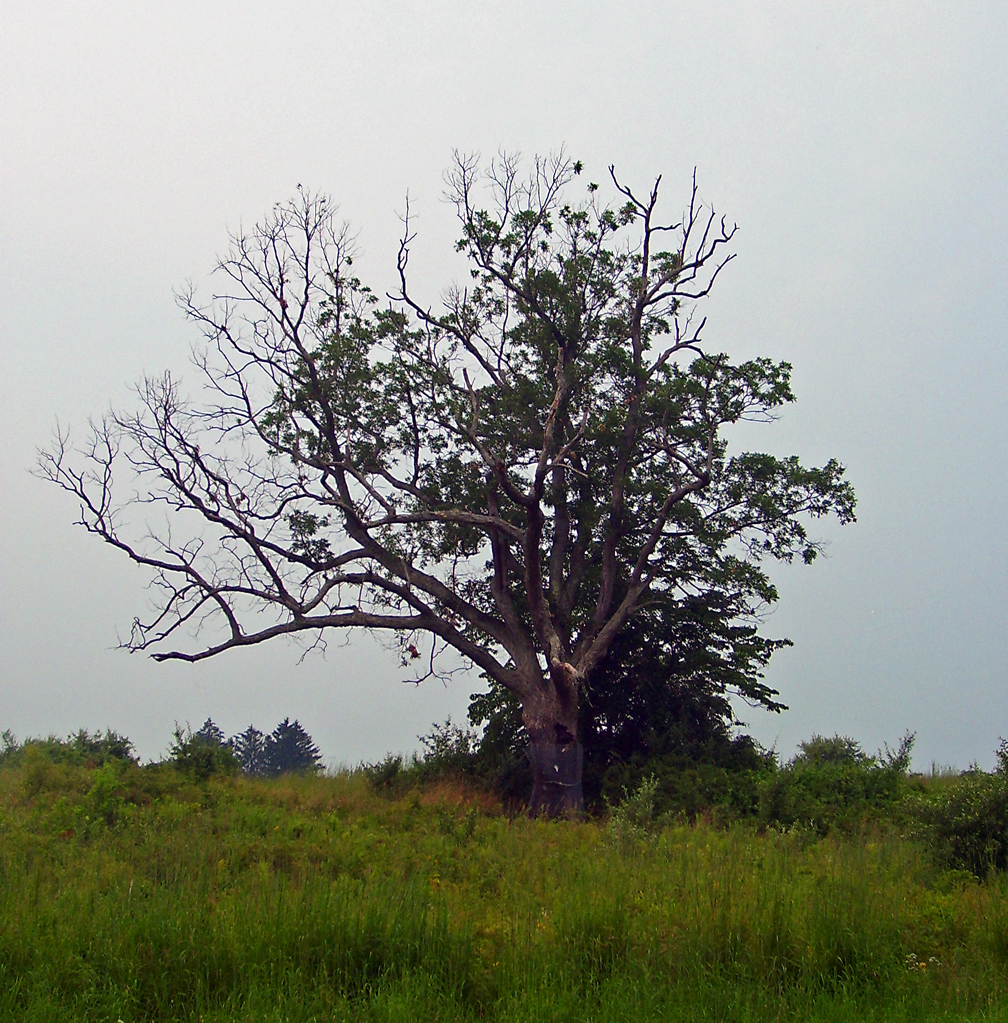
攝於2006年的魔鬼樹

魔鬼樹（英語：The Devil's Tree）是一棵有些樹枝枯死的橡樹個體，生長在美國紐澤西州桑莫塞郡伯納德鎮馬丁斯維爾區山路上一片未開發的田野裡，對面是私人住宅開發區。當地傳說表明這棵樹受到了詛咒：那些對樹造成損傷或不敬的人（通常是在樹上撒尿，或者在附近對它發表貶低言論）在離開時，很快就會遭受報應，如遭遇車禍或生大病。

## 傳說
關於這棵樹有各種各樣的傳說。一種常見的說法是，伯納德鎮是紐澤西州三K黨的核心總部之一，自殖民時代以來，這棵樹就被用來私刑處死非裔美國人和叛逆的奴隸。另一種說法是，一名農民在殺死家人後在樹上上吊自殺，任何試圖砍倒這棵樹的人都會「夭折」。其他傳說稱，距離這棵樹太近的遊客會被一輛黑色福特皮卡車追趕，然後卡車會在某個時刻消失，或者任何觸摸這棵樹的人如果嘗試在餐館吃飯，就會發現自己的手變成黑色。其中關於皮卡車的傳說，源自魔鬼樹是青少年測試勇氣的熱門地點，導致樹幹留下了塗鴉、燒傷、砍痕之類的損傷，曾有當地的一戶人家開著皮卡車趕走遊客，以保護這棵樹。
據稱，在冬天，無論降了多少雪，降雪時間多長，樹下的地面都不會積雪。另有一說，附近的一塊被稱為「熱岩」（Heat Rock）的巨石，有時甚至是樹本身，無論季節或一天中的任何時間，摸起來都很溫暖。魔鬼樹也被稱為通往地獄的入口。

## 措施

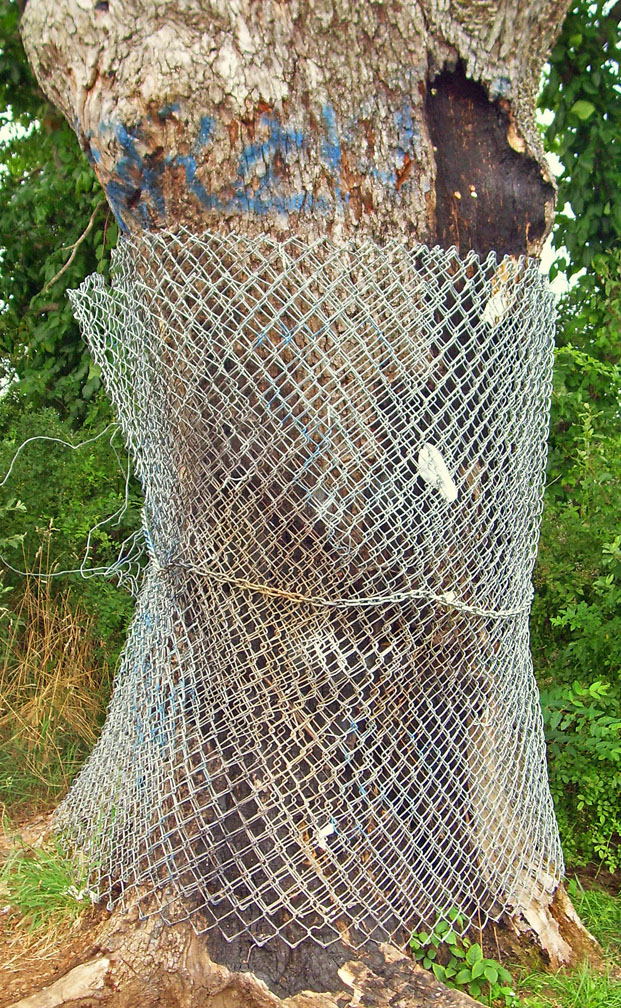
樹幹周圍的包覆鐵絲網

該鎮計劃開發這棵樹所在的土地，可能需要將其移走，但該鎮決定保護這棵樹並保持其完好無損。2007年，該地點張貼了一枚告示，說明何時向公眾開放。因遭到破壞，魔鬼樹被鐵絲網圍起來。